# Matthew Brabham

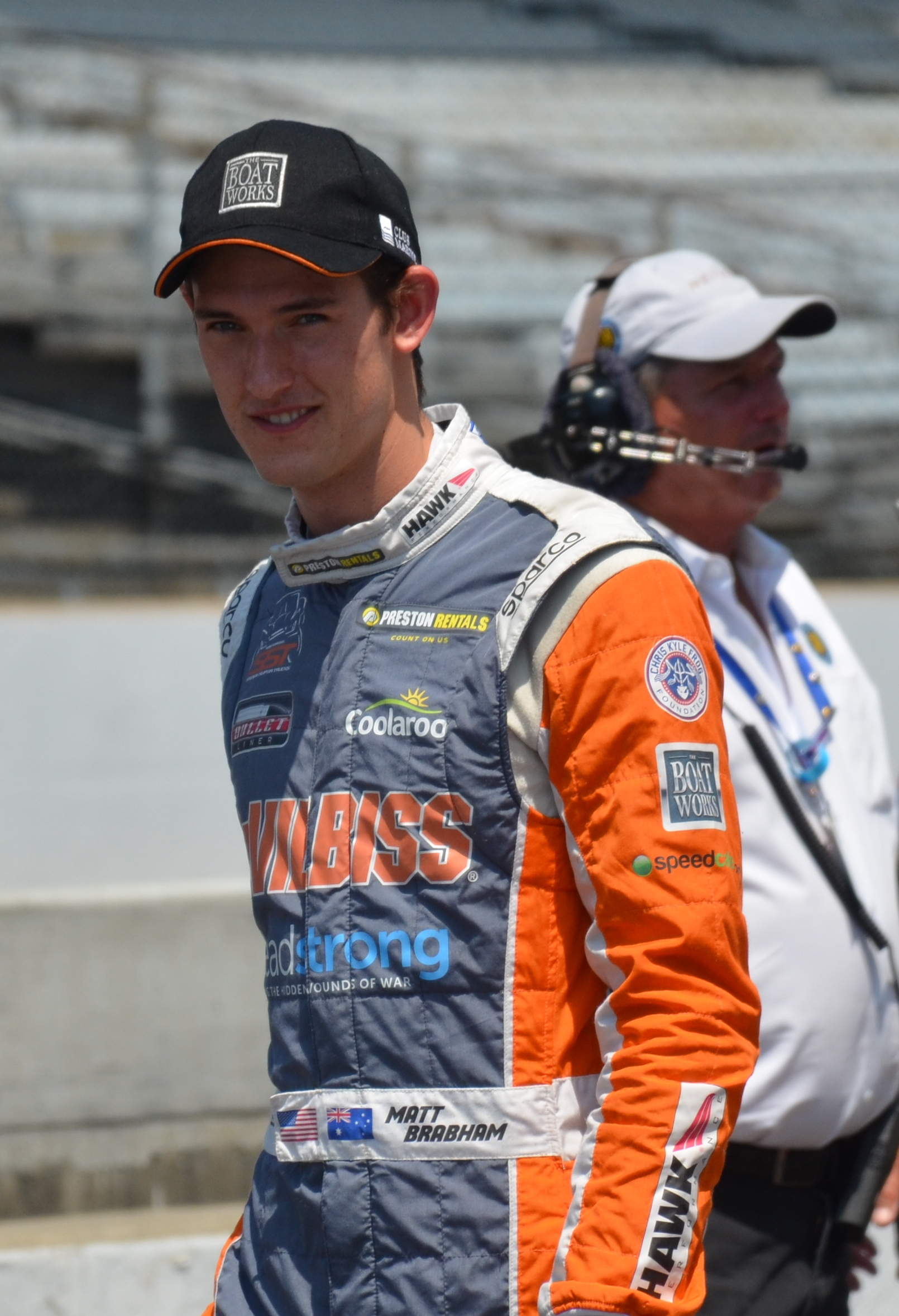
Matthew Brabham in 2018

Matthew Chase Brabham (Boca Raton, Florida, 25 februari 1994) is een Amerikaans-Australisch autocoureur. Hij is de zoon van Geoff Brabham en de kleinzoon van drievoudig Formule 1-kampioen Jack Brabham. Hij won het Pro Mazda Championship in 2013.

## Carrière
Brabham begon zijn autosportcarrière in het karting in 2001 op zevenjarige leeftijd. Hij begon in de Australische Midget-klasse. In 2007 won hij het rookiekampioenschap in de staat Queensland. In 2008 won hij de State Junior National Light-kampioenschappen in Queensland en New South Wales en eindigde hij als tweede in de Australische en Melbourne-kampioenschappen. In 2009 won hij de Junior Rotax Young Guns.
Aan het eind van 2009 maakte Brabham zijn debuut in het formuleracing in de Victoriaanse Formule Ford. In 2010 stapte hij fulltime over naar de Australische Formule Ford, waar hij als veertiende eindigde voor het CAMS Rising Star Team. In 2011 nam hij deel aan zowel de Victoriaanse en de Australische Formule Ford met het team Sonic Motor Racing Services. In het Victoriaanse kampioenschap behaalde hij zes overwinningen en in het Australische kampioenschap twee.
In 2012 ging Brabham in de Verenigde Staten racen in de U.S. F2000 voor het team Cape Motorsports with Wayne Taylor Racing. Hij won de titel met zeven punten voorsprong op zijn teamgenoot Spencer Pigot en behaalde vier overwinningen en elf podiumplaatsen in het seizoen. Dankzij zijn kampioenschap won hij een beurs van $ 350.000 om in 2013 te kunnen rijden in het Pro Mazda Championship. Hij ging hier rijden voor het team Andretti Autosport. Hij won het kampioenschap met het recordaantal van dertien overwinningen in zestien races.
Door het winnen van het Pro Mazda-kampioenschap won Brabham een beurs om deel te nemen aan de Indy Lights in 2014, waar hij voor Andretti Autosport bleef rijden. Met één overwinning, behaald op de Indianapolis Motor Speedway, eindigde hij achter Gabby Chaves, Jack Harvey en Zach Veach als vierde in het kampioenschap.
In het seizoen 2014-2015 is Brabham de reservecoureur van het team van Andretti in het elektrische kampioenschap Formule E, achter de vaste racecoureurs Franck Montagny en Charles Pic. In het tweede raceweekend op het Putrajaya Street Circuit werd hij opgeroepen als vervanger van Pic in de race.